# تهگس
تهگس (به انگلیسی: Thagas) یک روستا در پاکستان است که در گلگت-بلتستان واقع شده‌است.